# Psychotria glaziovii
Psychotria glaziovii är en måreväxtart som beskrevs av Johannes Müller Argoviensis. Psychotria glaziovii ingår i släktet Psychotria och familjen måreväxter. Inga underarter finns listade i Catalogue of Life.